# 講談社

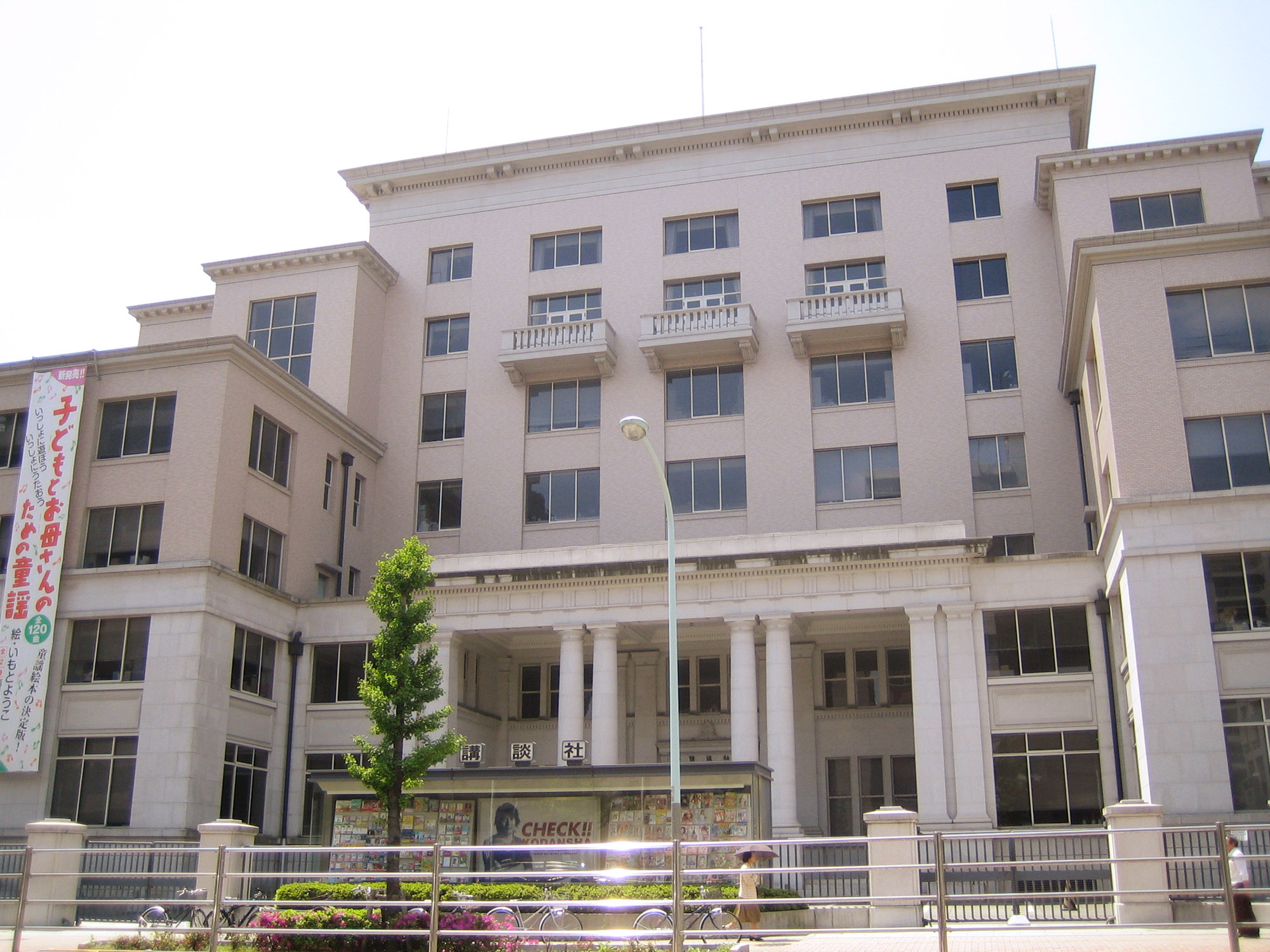
講談社本館

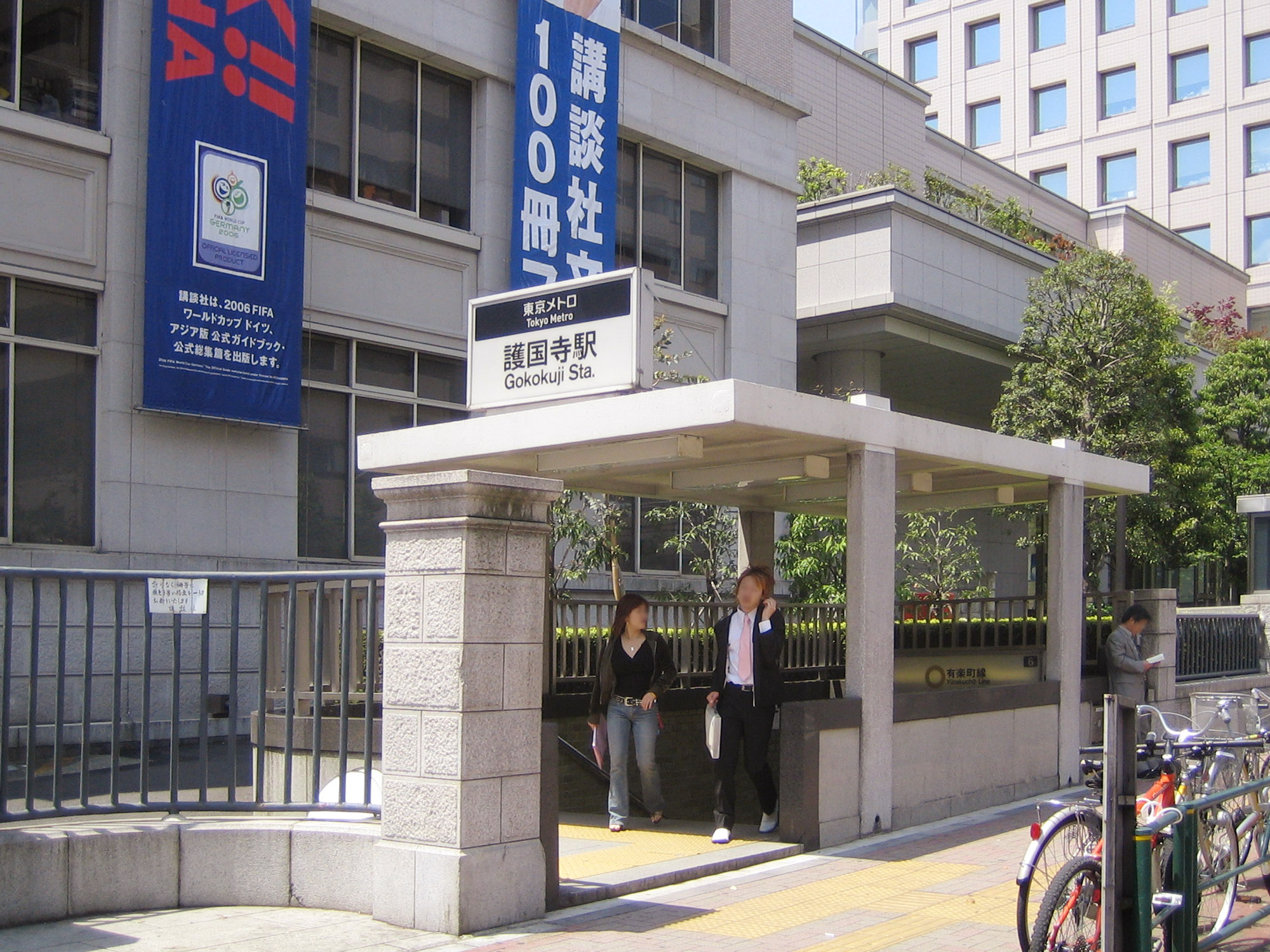
東京メトロ護国寺駅6番出入口。背後の建物は講談社（2006年5月4日）

株式会社講談社（こうだんしゃ、英: Kodansha Ltd.）は、東京都文京区音羽に本社を置く日本の大手総合出版社。系列会社グループ「音羽グループ」の中核企業。
『週刊少年マガジン』『モーニング』『週刊現代』『FRIDAY』『ViVi』『群像』など30を超える雑誌のほか、文芸書からコミック、実用書や学術書まで多様な書籍を発行している。

## 概要
創業者の野間清治により1909年（明治42年）11月に「大日本雄弁会」（旧字体：大日本雄辯會、だいにっぽんゆうべんかい）として設立される。当初は弁論雑誌である『雄辯』を出版していた。「講談社」の名称はその名の通り「講談」に由来するもので、『講談倶楽部』を創刊した1911年（明治44年）から大日本雄辯會と併せて使用した。評論家の徳富蘇峰は、戦前の少年や青年たちに大きな影響を与えた講談社を「私設文部省」と評した。
1925年（大正14年）1月に社名を「大日本雄弁会講談社」へ改称。1938年（昭和13年）10月、野間清治の死去に伴い野間恒が2代目社長に就任するが、同年11月に野間恒も死去したため野間左衛が3代目社長に就任した。同年12月、株式会社に改組して「株式会社大日本雄弁会講談社」へ改称。1945年（昭和20年）に野間省一が4代目社長に就任し、1958年（昭和33年）に「株式会社講談社」へ改称。その後1981年（昭和56年）に野間惟道が5代目社長、1987年（昭和62年）に野間佐和子が6代目社長、2011年（平成23年）に野間省伸が7代目社長に就任して現在に至る。
「おもしろくて、ためになる」を企業理念に、戦前から大衆雑誌『キング』・『少年倶楽部』などの様々な雑誌や書籍を出版した。『吉川英治全集』・『日本語大辞典』などを出版する傍ら、多数の文学賞を主宰する。
小学館・集英社（両社とも一ツ橋グループに所属）と並ぶ日本国内の出版業界大手であり、1990年代後半には売上高が2000億円を超えていたこともあった。しかし「出版不況」により売上が減少、2002年（平成14年）には戦後初の赤字決算となった。近年は紙の出版物への依存体質の改善に注力し、2015年（平成27年）以降は電子書籍などのデジタル収入、および国外を含む版権収入が急増したことにより2020年代は売上高が1700億円前後にまで回復している。
1982年（昭和57年）以来、グラビアミス・コンテストであるミスマガジンを何度かの中止を挟みながら開催してきたが、2012年（平成24年）からは新たにグラビアに限定しない女性アイドルオーディションであるミスiDを開催している。
1950年代からウォルト・ディズニー・カンパニーが保有しているキャラクターを使用した書籍の出版権を持っており、東京ディズニーリゾートのオフィシャルスポンサーとして東京ディズニーランドにトゥーンタウンを、東京ディズニーシーにレジェンド・オブ・ミシカ（2014年9月7日ショー終演に伴い提供を終了）、タートル・トーク（2014年9月4日から）を提供している。また、2022年11月には講談社が出版している漫画のアニメ作品をディズニー傘下の定額制動画配信サービスであるDisney+にて配信することでウォルト・ディズニー・ジャパンと合意している。
2002年（平成14年）と2006年（平成18年）のFIFAワールドカップの際にはそれぞれFIFAオフィシャルブックとして、2002 FIFAワールドカップ『公式ガイドブック』・『公式プログラム』・『公式写真集』（総集編）、2006 FIFAワールドカップ『公式ガイドブック』・『公式総集編』を刊行している。
また、2021年（令和3年）からはイングランド・プレミアリーグに加盟するプロサッカークラブ・リヴァプールFCとオフィシャル・グローバル・パートナーシップ契約を締結している。

## 沿革

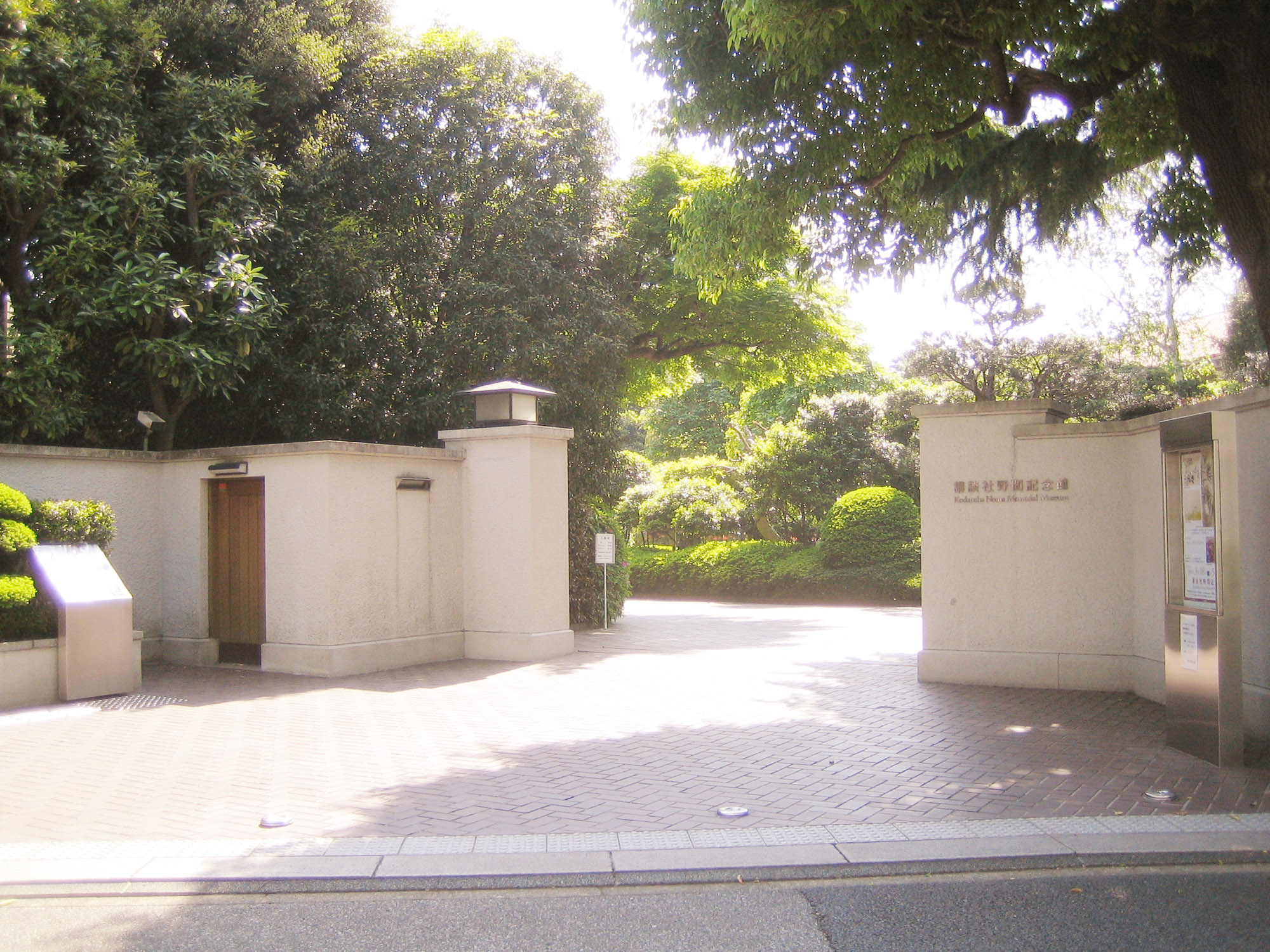
講談社野間記念館。「野間コレクション」と呼ばれる美術品を中心に展示している美術館（文京区関口、2000年設立）。

- 1909年（明治42年） - 初代社長野間清治により本郷区駒込坂下町（現・文京区千駄木）にて大日本雄辯會を創立。
- 1910年（明治43年） - 大日本図書発行元として『雄弁』を創刊。
- 1911年（明治44年） - 講談社を起こし『講談倶楽部』を創刊。
- 1914年（大正3年） - 『少年倶楽部』を創刊。
- 1920年（大正9年） - 『現代』『婦人倶楽部』を創刊。
- 1924年（大正13年） - 『キング』を創刊。
- 1925年（大正14年） - 社名を大日本雄辯會講談社と改称。

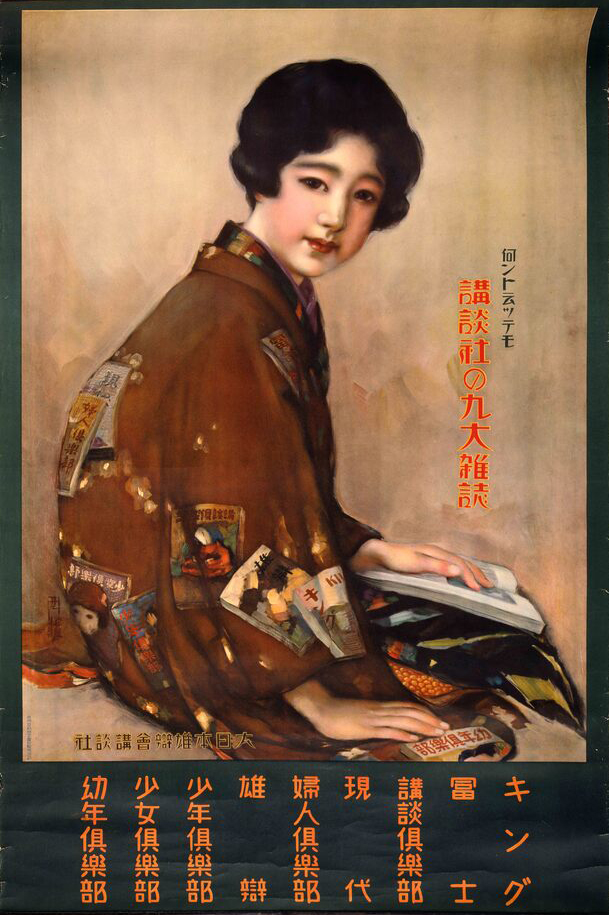
1928年（昭和3年）多田北烏画「講談社の九大雑誌」の広告。

- 1931年（昭和6年） - レコード部（現・キングレコード）を設置。
- 1933年（昭和8年） - 本社を小石川区音羽町（現・文京区音羽）に移転。
- 1938年（昭和13年） - 野間恒が2代目社長に就任（11月没）。野間左衛が3代目社長に就任。組織を株式会社に変更して、社名を株式会社大日本雄辯會講談社と改称。
- 1943年（昭和18年） - 企業整備令により、婦女界社など9社を吸収合併。
- 1944年（昭和19年） - 企業整備令により、料理の友社、第一書房、陸軍の友社など11社を吸収合併。
- 1945年（昭和20年） - 日本報道社を定款変更し、光文社を設立。野間省一が4代目社長に就任。
- 1946年（昭和21年） - 豊国印刷を設立。
- 1952年（昭和27年） - 第一紙業を設立。
- 1954年（昭和29年） - 第一通信社を設立。
- 1958年（昭和33年） - 社名を株式会社講談社に変更。
- 1961年（昭和36年） - 音羽サービスセンター（現・講談社ビジネスパートナーズ）を設立。野間省一、出版文化国際交流会会長に就任。
- 1963年（昭和38年） - 講談社インターナショナル設立。
- 1964年（昭和39年） - 音羽建物を設立。
- 1970年（昭和45年） - 講談社サイエンティフィクを設立。
- 1972年（昭和47年） - ペック設立（現・講談社エディトリアル）を設立。野間省一、国際出版連合（英語版）副会長に就任。
- 1975年（昭和50年） - 日刊現代を設立。
- 1977年（昭和52年） - 三推社（現・講談社ビーシー）を設立。
- 1981年（昭和56年） - 野間惟道、5代目社長に就任。
- 1987年（昭和62年） - 野間惟道死去に伴い、野間佐和子が6代目社長に就任。
- 2005年（平成17年） - 講談社（北京）文化有限公司を設立。
- 2008年（平成20年） - 講談社USA、講談社USAパブリッシングを設立。
- 2009年（平成21年） - 創業100周年。なお、100周年記念日（本社記念日）の12月17日は、創業者・野間清治の誕生日に由来する[12]。
- 2010年（平成22年） - 星海社を設立。
- 2011年（平成23年） - 野間佐和子の死去に伴い、野間省伸が第7代社長に就任する。台湾講談社媒体有限公司を設立。
- 2015年（平成27年） - 講談社学芸クリエイトを設立。ハースト婦人画報社と業務提携、同社発行雑誌の発売元になる。
- 2016年（平成28年）11月 - 一迅社を完全子会社化。群像創刊70周年。本社、米国進出50周年。
- 2017年（平成29年）10月 - ポリゴン・ピクチュアズとの合弁会社講談社VRラボを設立。
- 2018年（平成30年）
  - 3月 - pixivとの協業でマンガアプリ「Palcy」を立ち上げ。
  - 4月 - マッチング型マンガ投稿サイト「DAYS NEO（デイズネオ）」オープン[13]。
- 2019年（平成31年）3月 - 週刊少年マガジン、週刊現代創刊60周年。
- 2020年（令和2年）
  - 3月 - Mixalive TOKYO（ミクサライブ東京）の運営を開始[14]
  - 9月 - インディーゲームクリエイターを支援するプロジェクト「講談社ゲームクリエイターズラボ」を始動[15]
- 2021年（令和3年）
  - 4月 - 海外へのコンテンツ発信時に「講談社の作品」である事を周知してもらう事などを主な趣旨として、講談社としては初となるコーポレートロゴを制作・使用開始。ロゴを作成したのはNetflixやナショナルジオグラフィックなどのロゴ作成を手掛けた米国企業「グレーテル社」。
  - 9月 - ネット通販大手・アマゾンと取次会社を経ない直接取引を開始[16]。
- 2022年（令和4年）
  - 4月 - 100%出資子会社の株式会社KPSホールディングスが豊國印刷株式会社、第一紙業株式会社を吸収合併[17][18]。講談社ビジネスパートナーズの個人情報取扱事業・不動産事業以外の全事業をKPSホールディングスに譲渡[19]
  - 4月 - 株式会社KPSホールディングスの事業分割により株式会社KPSフルフィルメント、株式会社KPSシステムズ、株式会社KPSソリューションズ、株式会社KPSプロダクツを設立[20]
  - 11月 - ウォルト・ディズニー・ジャパンとの間で講談社が出版している漫画のアニメ作品の配信を含む戦略的協業の拡大を行うことで合意[8]。
- 2024年（令和6年）5月 - ワニブックスを完全子会社化[21][22]。

## 決算
- 新文化通信社 決算特集：講談社（〜2021年）、ニュースフラッシュ 決算、『官報』決算公告による。

| 決算期（期間）                           | 売上高         | 製品収入      | 営業利益     | 経常利益     | 税引前当期利益 | 当期純利益    |
| ---------------------------------------- | -------------- | ------------- | ------------ | ------------ | -------------- | ------------- |
| 第63期（2000年12月1日 - 2001年11月30日） | 1769億円       |               |              | 36億円       | 31億円         | 7億円         |
| 第64期（2001年12月1日 - 2002年11月30日） | 1712億8700万円 |               |              | 9億円        | 7億6400万円    | ▲1600万円     |
| 第65期（2002年12月1日 - 2003年11月30日） | 1672億1200万円 |               |              | 12億円       | 24億円         | 14億1600万円  |
| 第66期（2003年12月1日 - 2004年11月30日） | 1598億2700万円 |               |              | ▲6億円       | ▲5億1000万円   | ▲7300万円     |
| 第67期（2004年12月1日 - 2005年11月30日） | 1545億7200万円 |               |              | 44億円       | 77億0500万円   | 52億1500万円  |
| 第68期（2005年12月1日 - 2006年11月30日） | 1455億7000万円 |               | 4億円        | 32億円       | 31億0300万円   | 15億3900万円  |
| 第69期（2006年12月1日 - 2007年11月30日） | 1443億0100万円 |               | ▲3億3800万円 | 24億0800万円 | 26億円         | 10億5800万円  |
| 第70期（2007年12月1日 - 2008年11月30日） | 1350億5800万円 |               | ▲約62億円    | ▲約52億円    | ▲48億7400万円  | ▲76億8600万円 |
| 第71期（2008年12月1日 - 2009年11月30日） | 1245億2200万円 |               | ▲約73億円    | ▲約49億円    | ▲約60億円      | ▲57億2200万円 |
| 第72期（2009年12月1日 - 2010年11月30日） | 1223億4000万円 |               | ▲18億円      | 6億円        | 2億円          | 5億6100万円   |
| 第73期（2010年12月1日 - 2011年11月30日） | 1219億2900万円 |               | 2億円        | 17億円       | 7億2500万円    | 1億6400万円   |
| 第74期（2011年12月1日 - 2012年11月30日） | 1178億7100万円 |               | ▲6億7800万円 | 10億6700万円 | 27億円         | 15億5000万円  |
| 第75期（2012年12月1日 - 2013年11月30日） | 1202億7200万円 |               | 24億2200万円 | 48億2500万円 | 41億円         | 32億1400万円  |
| 第76期（2013年12月1日 - 2014年11月30日） | 1190億6400万円 |               | 27億円       | 53億円       | 38億円         | 27億5500万円  |
| 第77期（2014年12月1日 - 2015年11月30日） | 1168億1500万円 |               | 18億円       | 34億円       | 34億6200万円   | 14億5400万円  |
| 第78期（2015年12月1日 - 2016年11月30日） | 1172億8800万円 |               | 30億円       | 51億円       | 46億円         | 27億1400万円  |
| 第79期（2016年12月1日 - 2017年11月30日） | 1179億5700万円 |               | 約19億円     | 約43億円     | 約36億円       | 17億4800万円  |
| 第80期（2017年12月1日 - 2018年11月30日） | 1204億8400万円 |               | 22億円       | 47億円       | 45億円         | 28億5900万円  |
| 第81期（2018年12月1日 - 2019年11月30日） | 1358億3500万円 | 643億1000万円 | 89億円       | 112億円      | 110億円        | 72億3100万円  |
| 第82期（2019年12月1日 - 2020年11月30日） | 1449億6900万円 | 635億0900万円 | 160億円      | 163億円      | 154億円        | 108億7700万円 |
| 第83期（2020年12月1日 - 2021年11月30日） | 1707億7400万円 | 662億8600万円 | 217億円      | 240億円      | 231億円        | 155億5900万円 |
| 第84期（2021年12月1日 - 2022年11月30日） | 1694億8100万円 | 573億5500万円 | 191億円      | 220億円      |                | 149億6900万円 |
| 第85期（2022年12月1日 - 2023年11月30日） | 1720億0200万円 | 533億9400万円 | 143億円      | 171億円      | 177億円        | 114億1900万円 |
| 第86期（2023年12月1日 - 2024年11月30日） | 1710億3800万円 | 470億円       | 108億円      | 143億円      | 138億円        | 93億7000万円  |

- 製品収入は雑誌・書籍の紙媒体の売上。
- 『官報』決算公告は第46期以降「単位億円」表記。

## ギャラリー

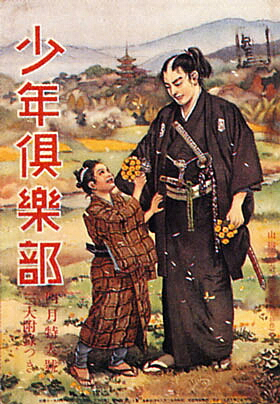
『少年倶楽部』1929年4月号
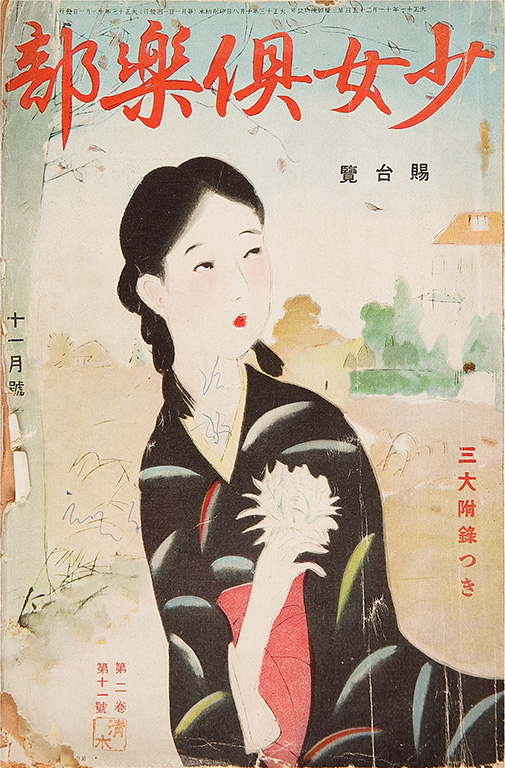
『少女倶楽部』1929年11月号
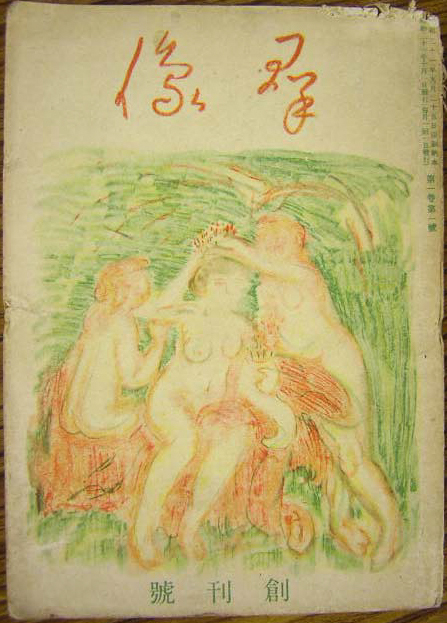
『群像』1946年10月創刊号
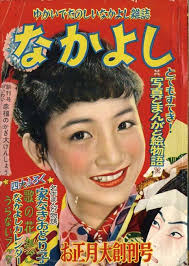
『なかよし』1955年1月創刊号
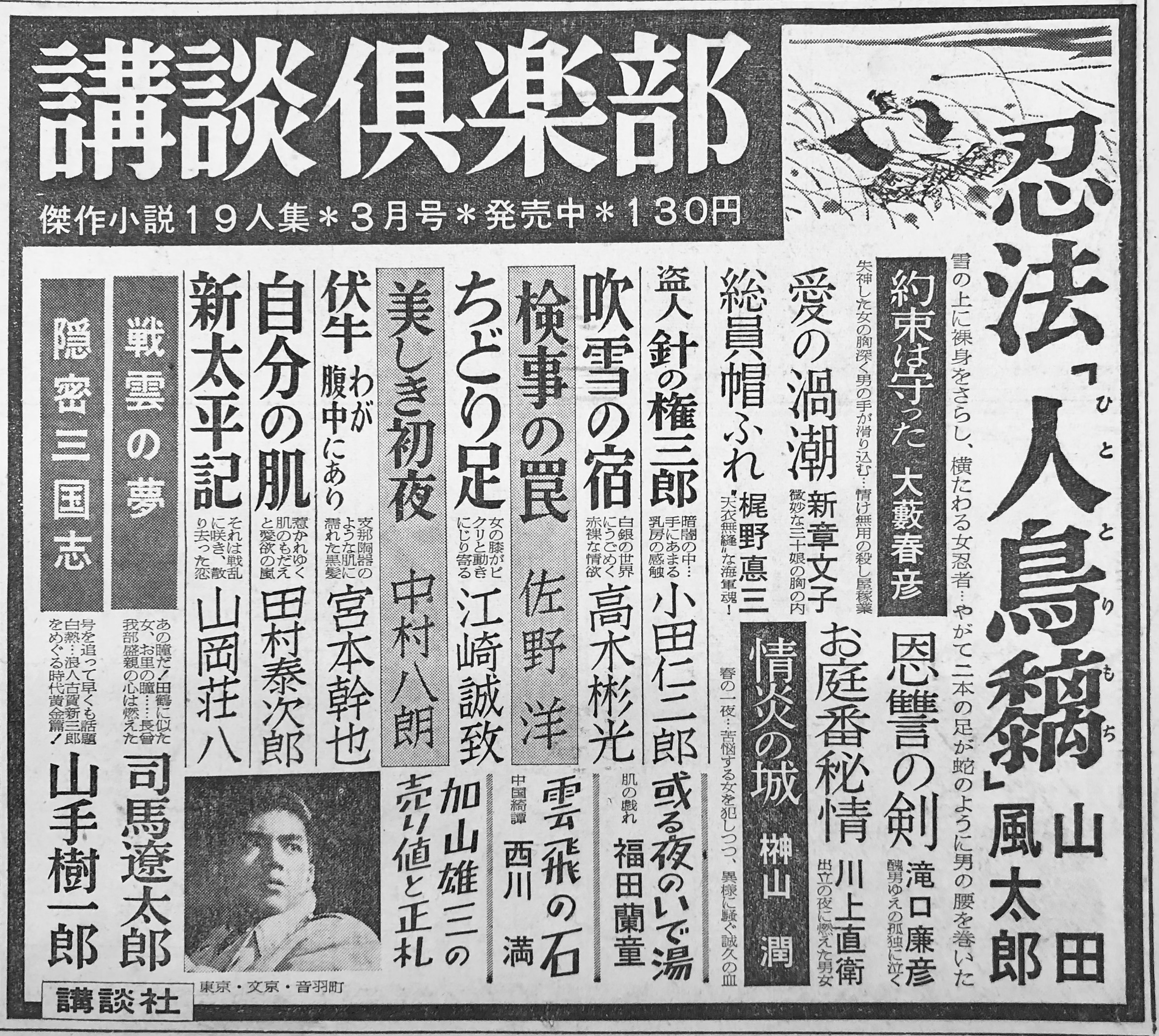
『講談倶楽部』1961年3月号の新聞広告
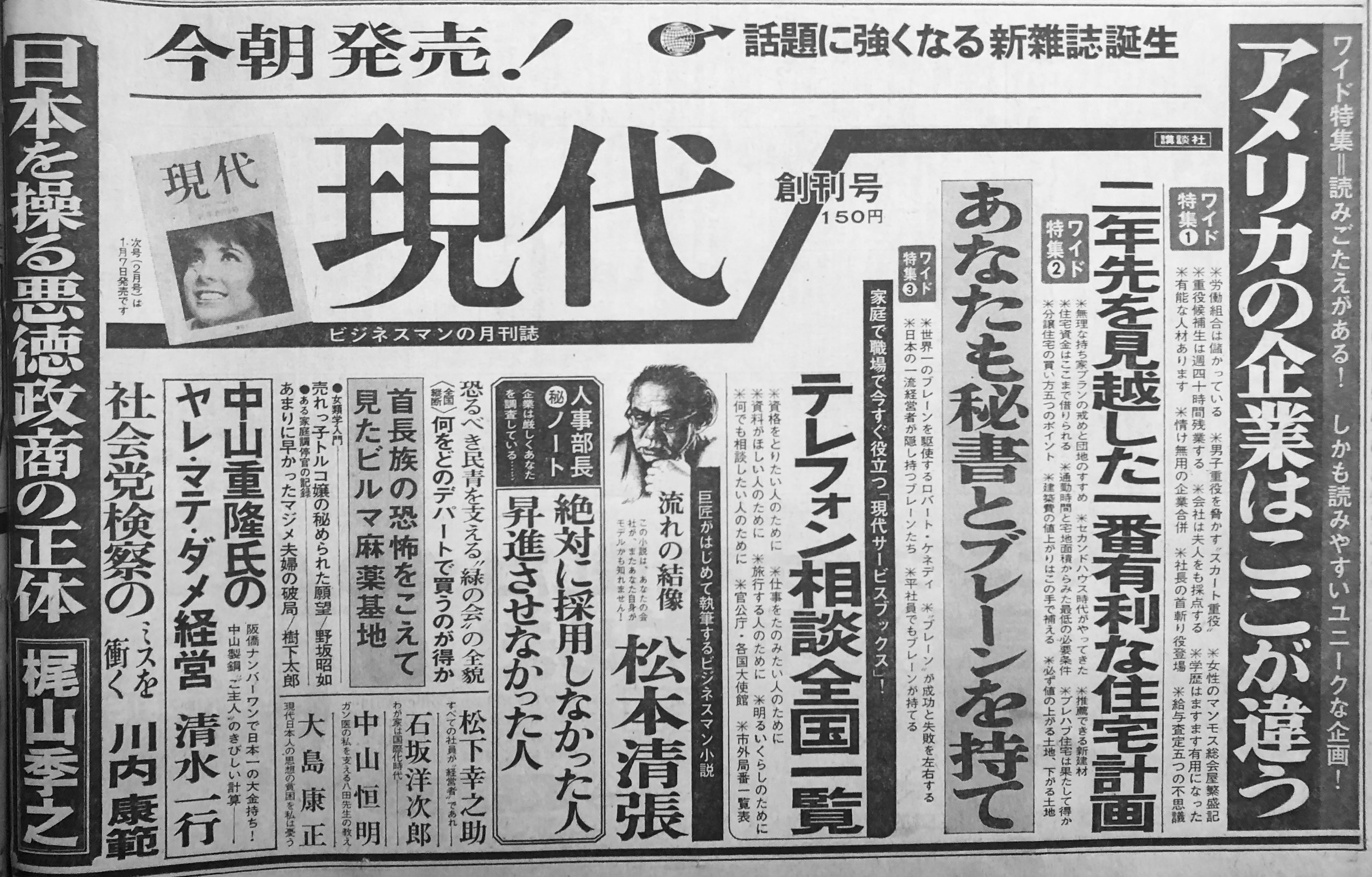
『現代』1967年1月創刊号の新聞広告
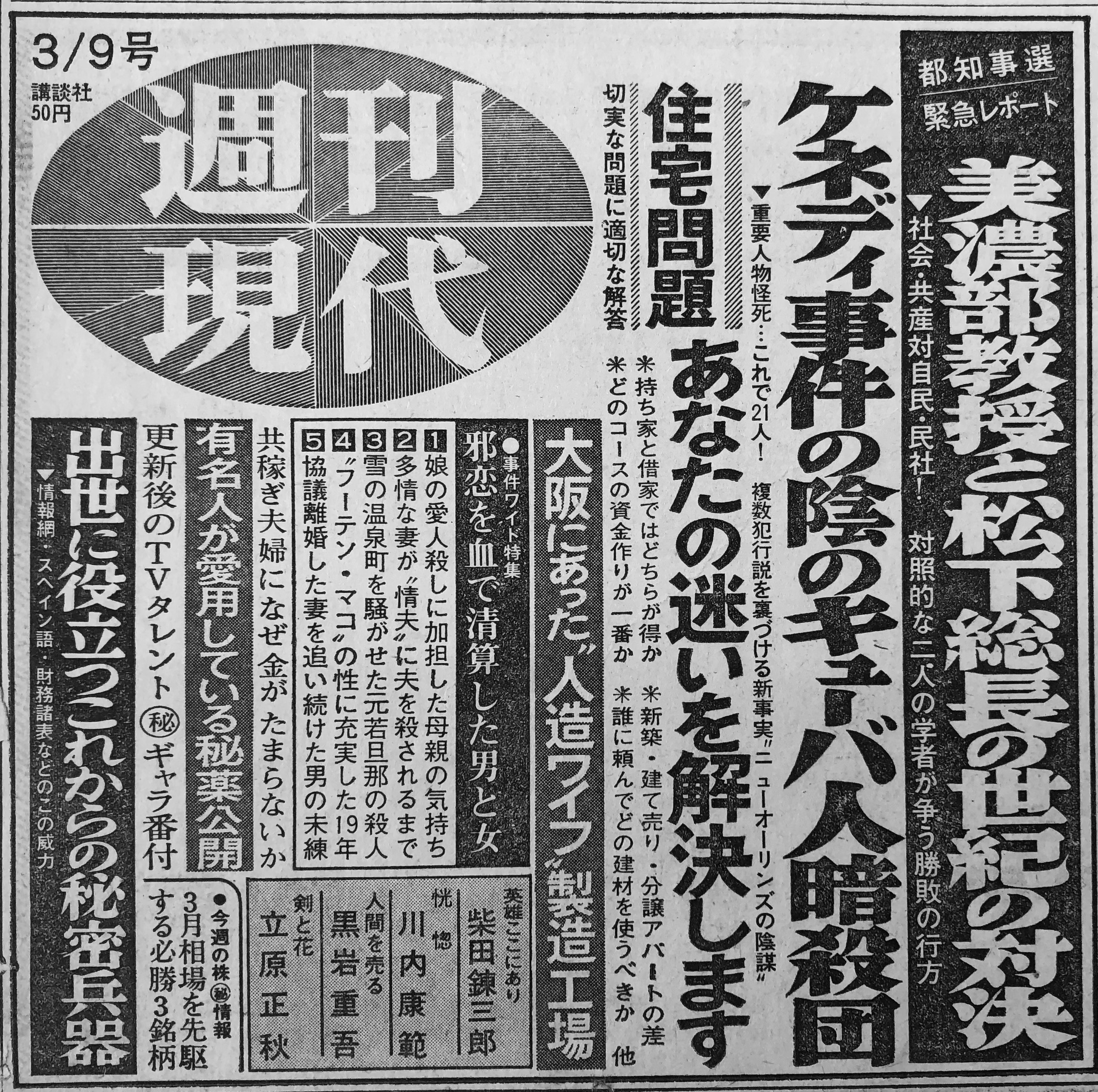
『週刊現代』1967年3月9日号の新聞広告
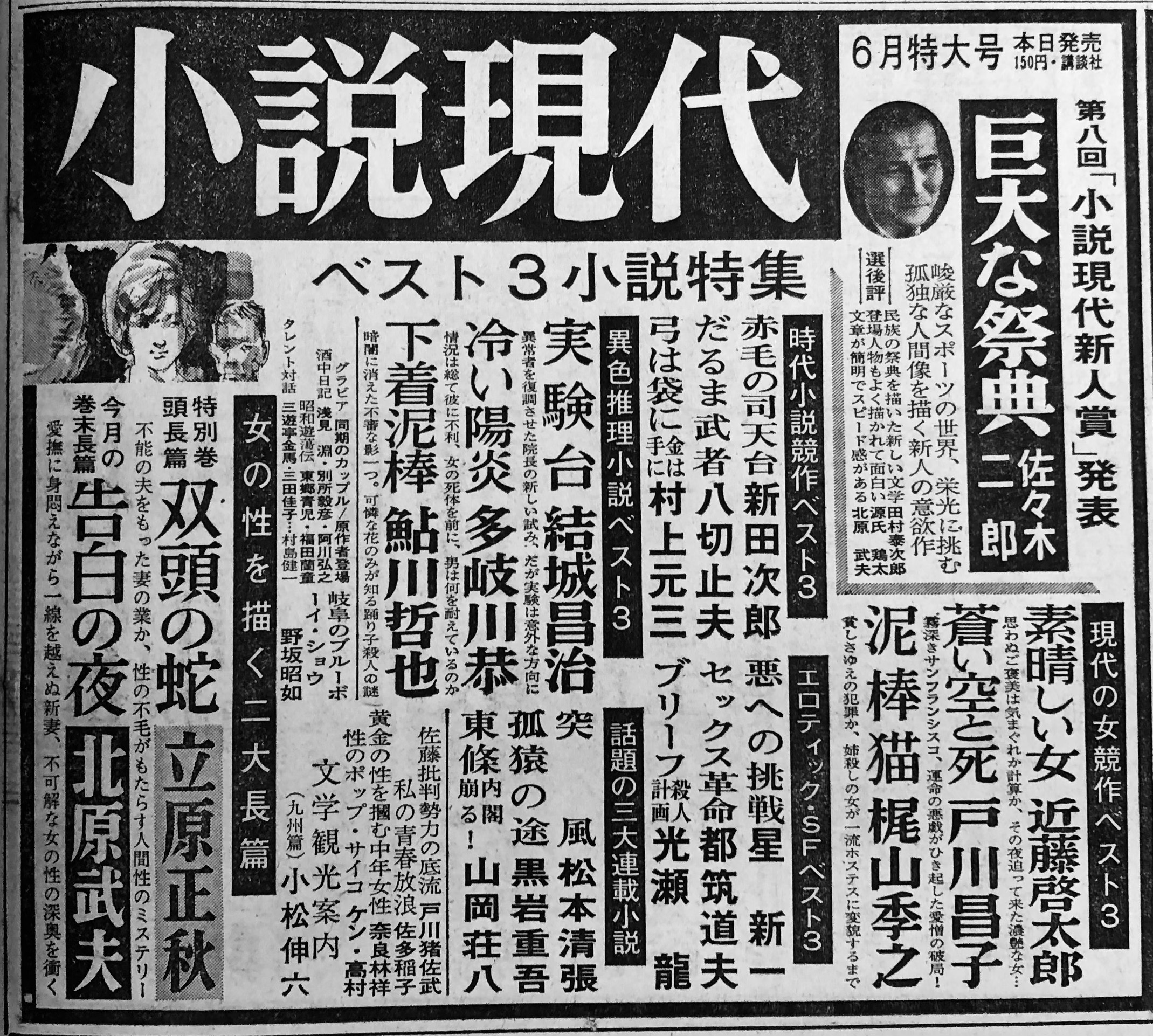
『小説現代』1967年6月号の新聞広告

## 主な発行雑誌

### 女性誌
- ViVi
- VoCE
- with（不定期刊）
- FRaU（不定期刊）
- 栗原はるみ（雑誌）（不定期刊）[23]

### 男性誌・情報誌
- 週刊現代
- フライデー
- おとなの週末
- ベストカー
- Hot-Dog PRESS（dマガジンの電子雑誌）

### 幼児誌
- げんき
- おともだち
- たのしい幼稚園
- テレビマガジン
- NHKのおかあさんといっしょ
- はじめてのテレビえほん いないいないばあっ!

### 女性コミック誌
- なかよし
- 別冊フレンド
- デザート
- Kiss
- ハツキス
- BE・LOVE
- ハニーミルク（電子コミック誌）[24]
- 姉フレンド（電子コミック誌）
- comic tint（電子コミック誌）[25]
- ARTEMIS by sirius（電子コミック誌）[26]
- コミックZERO-SUM（発行：一迅社）
- コミック百合姫（発行：一迅社）
- gateau（発行：一迅社）

### 男性コミック誌
- 週刊少年マガジン
- 別冊少年マガジン
- 月刊少年マガジン
- 月刊少年シリウス
- 少年マガジンエッジ
- 週刊ヤングマガジン
  - 月刊ヤングマガジン
- モーニング
- 月刊アフタヌーン
  - good!アフタヌーン
- 月刊ComicREX（発行：一迅社）

### 文芸誌
- 群像
- 小説現代

### その他雑誌
- ディズニーファン
- 月刊陸上競技（陸上競技社との共同発行）

### かつて発行・発売していた雑誌
- 雄辯
- キング - 戦後創刊の下項とは別雑誌。
- 日本 NIPPON
- KING
- 現代 - 戦後創刊の下項とは別雑誌。
- 月刊現代
- 講談倶楽部
- 幼年倶楽部（のちに『幼年クラブ』、さらに『たのしい四年生』に改題）
- 少年倶楽部（のちに『少年クラブ』に改題）（1962年12月に『週刊少年マガジン』と合併）
- 少女倶楽部（1962年12月に『週刊少女フレンド』へと発展）
- 婦人倶楽部
- たのしい一年生
- たのしい二年生
- たのしい三年生
- たのしい四年生
- たのしい五年生
- たのしい六年生
- 若い女性
- ヤングレディ
- MINE
- チェックメイト
- ホットドッグ・プレス
- CADET
- DAYS JAPAN
- Style
- NEXT
- Quark
- VIEWS
- ペントハウス（後にぶんか社が発行）
- スコラ（創刊当初。後に株式会社スコラ、スコラ倒産後は株式会社スコラマガジンから発行された）
- ファウスト
- DELUXEマガジン
- DELUXEマガジンORE
- 覇王マガジン
- ぼくら
- 週刊ぼくらマガジン
- ヒーローマガジン
- コミックボンボン
- デラックスボンボン
- テレまんがヒーローズ
- 月刊マガジンZ
- ミスターマガジン
- ヤングマガジンアッパーズ
- 少女フレンド（週刊→月刊）（1996年10月に『別冊フレンド』と合併）
- 月刊キャロル
- るんるん
- Amie
- mimi
- Vanilla
- Me
- Chu♥Girl
- ARIA
- ディズニーランド
- クロスワードin
- TOKYO★1週間
- KANSAI1週間（2008年12月よりサンケイリビング新聞社が発行）
- TOKAI1週間
- GLAMOROUS
- Grazia
- gli
- Kiss PLUS
- イブニング
- 月刊少年ライバル
- マガジンSPECIAL
- クーリエ・ジャポン
- メカビ!（ムック）
- G2
- HUgE
- おとなスタイル
- Lula JAPAN（2018年3月よりマガジンハウスが発行[27]）
- IN★POCKET
- Rikejo
- ITAN（アンソロジーコミック）
- ネメシス（アンソロジーコミック）
- 本（PR誌）（2020年12月号で休刊）
- マガジンイーノ（増刊）
- 月刊少年マガジン+（増刊）
- ヤングマガジンサード（増刊）（2021年4月に『月刊ヤングマガジン』と合併）
- 少年マガジンR（増刊→電子コミック誌）
- 月刊モーニングtwo（増刊）
- Febri（発行：一迅社）
- まんが4コマぱれっと（発行：一迅社）
- えくぼ

## 主な発行書籍・レーベル

### 文芸・ライトノベル
- 講談社文庫
- 講談社文芸文庫
- 講談社ノベルス（1982年 - ）
- 講談社BOX
- 講談社タイガ（2015年 - ）
- 講談社X文庫ホワイトハート
- 講談社ラノベ文庫
- 星海社文庫
- 星海社FICTIONS
- 講談社キャラクター文庫
- Kラノベブックス
- Kラノベブックスf

### ノンフィクション・学芸
- 講談社現代新書
- ブルーバックス - 自然科学や科学技術の話題を一般読者向けに解説・啓蒙している新書シリーズ
- 講談社+α文庫
- 講談社+α新書（2000年 - ）
- 講談社学術文庫
- 講談社選書メチエ
- 講談社AKB48新書（「リーダー論」「逆転力　―ピンチを待て―」の2冊のみ）
- 星海社新書

### 児童書
- 講談社のテレビ絵本
- 講談社青い鳥文庫（1980年 - ）
- YA!ENTERTAINMENT
- 講談社の動く図鑑 MOVE

### 実用書
- 健康ライブラリー

### 全集
- 少年少女世界文学全集全50巻（1959年 - 1962年）

### 辞典
- 講談社国語辞典 第三版
- 講談社カラー版 日本語大辞典 第二版
- 学術文庫 国語辞典 改訂新版
- 日本語の正しい表記と用語の辞典 第二版

### ムック
- 世界の名酒事典
- お料理家計簿
- かんたん年金家計ノート
- ラーメン大賞
- 別冊ベストカー

## WEBメディア
- ViVi
- with online
- VOCE
- FRaU
- mi-mollet
- 栗原はるみ（メディアコミュニティ）
- 現代ビジネス
  - マネー現代
- FRIDAYデジタル
- ゲキサカ
- FORZA STYLE
- ベビモフ（旧「BABY! byモーニング＋FRaU」）（Webサイト・YouTubeチャンネル）
- クーリエ・ジャポン
- ベストカーWeb（運営：講談社ビーシー）
- Best MOTORing（YouTubeチャンネル）
- コクリコ
- マガジンポケット
- 水曜日のシリウス
- ヤンマガWeb
- コミックDAYS
  - &Sofa（アンドソファ）
  - ホワイトハートコミック
  - モーニングtwo
  - 月マガ基地
  - ビブリオシリウス
- DAYS NEO
- ILLUST DAYS
- NOVEL DAYS
- Palcy
- KickstarterNavi byKODANSHA
- KODANSHA　Books＆Comics（YouTubeチャンネル）
- ボンボンTV（YouTubeチャンネル）
- ボンボンアカデミー（YouTubeチャンネル）
- いちなるTV（YouTubeチャンネル）
- マガジンチャンネル（YouTubeチャンネル）
- 講談社ヤンマガch（YouTubeチャンネル）
- ミスマガTV（YouTubeチャンネル）
- フル☆アニメTV[28][29]（YouTubeチャンネル）
- 講談社えほんチャンネル（YouTubeチャンネル）
- なかよしTV（YouTubeチャンネル）
- Rikejo
- 講談社C-station
- 講談社AD STATION

### 終了したWebサービス
- MouRa
- MiChao!
- 新雑誌研究所
- モアイ
- ベビモフ（旧「BABY! byモーニング＋FRaU」）
- プロジェクト・アマテラス
- セルバンテス
- じぶん書店

## LIVEエンターテインメント
- Mixalive TOKYO（ミクサライブ東京）

## 文学賞
- 野間文芸賞
- 野間文芸新人賞
- 野間児童文芸賞

以上は野間三賞と呼ばれる。
- 吉川英治文学賞
- 吉川英治文庫賞
- 吉川英治文学新人賞
- 吉川英治文化賞
- 講談社漫画賞
- 講談社 本田靖春ノンフィクション賞
- 講談社科学出版賞
- 講談社出版文化賞
- 江戸川乱歩賞
- 野間文芸翻訳賞

### 終了した賞
- TBS・講談社 ドラマ原作大賞
- 講談社エッセイ賞
- 大江健三郎賞

## 主なベストセラー

### 戦前
- エリザベート・シェーエン『人肉の市』
- 大日本雄弁会編『大正大震災大火災』
- 吉川英治『剣難女難』
- 後藤新平『政治の倫理化』
- 鶴見祐輔『英雄待望論』
- 沢田謙『ムッソリニ伝』
- 佐藤紅緑『あゝ玉杯に花うけて』
- 鶴見祐輔『母』
- 谷孫六『岡辰押切帳 金儲け実際談』
- 山中峯太郎『敵中横断三百里』
- 賀川豊彦『一粒の麦』
- 田河水泡『のらくろ上等兵』
- 南洋一郎『吼える密林』
- 吉川英治『宮本武蔵』
- 江戸川乱歩『怪人二十面相』
- 吉川英治『三国志』
- 棟田博『軍神加藤少将』
- 山岡荘八『御楯』
- 山岡荘八『元帥山本五十六』

### 戦後
- 永井隆『この子を残して』
- 大岡昇平『武蔵野夫人』
- 石川達三『不安の倫理』
- 三島由紀夫『美徳のよろめき』
- 石坂洋次郎『陽のあたる坂道』
- 井上靖『敦煌』
- 山岡荘八『徳川家康』
- 石牟礼道子『苦海浄土』
- 大松博文『おれについてこい! 私の勝負根性』（正・続）
- 池田大作『家庭革命』
- 池波正太郎『仕掛人・藤枝梅安』シリーズ
- 遠藤周作『ぐうたら人間学』シリーズ
- 小峰元『アルキメデスは手を汚さない』
- 司馬遼太郎『播磨灘物語』
- ジョン・テイラー『ブラック・ホール 宇宙の終焉』
- 村上龍『限りなく透明に近いブルー』
- 五木寛之『青春の門』シリーズ
- 渡部昇一『知的生活の方法』
- 磯村尚徳『ちょっとキザですが』
- 有吉佐和子『和宮様御留』
- 中沢けい『海を感じる時』
- 黒柳徹子『窓ぎわのトットちゃん』
- 鈴木健二『気くばりのすすめ』（正・続）
- 鈴木健二『女らしさ物語 美しく生きる４５章』
- 広岡達朗『意識革命のすすめ』
- 浅尾法灯『人生 汗と涙と情』
- 安部譲二『塀の中のプレイ・ボール』
- 村上春樹『ノルウェイの森』
- 渡辺淳一『うたかた』
- 村上春樹『国境の南、太陽の西』
- 小沢一郎『日本改造計画』
- 浜田幸一『日本をだめにした九人の政治家』
- ウィンストン・グルーム『フォレスト・ガンプ』
- 野口悠紀雄『「超」勉強法』
- 中島らも『今夜、すべてのバーで』
- 天樹征丸『金田一少年の事件簿 (3) 電脳山荘殺人事件』
- 藤原伊織『テロリストのパラソル』
- 京極夏彦『姑獲鳥の夏』ほか百鬼夜行シリーズ
- 妹尾河童『少年H』
- 乙武洋匡『五体不満足』
- 大平光代『だからあなたも生きぬいて』
- 梅宮アンナ『「みにくいアヒルの子」だった私』
- フジテレビトリビア普及委員会編「トリビアの泉」～へぇの本』
- 白石昌則+東京農工大学の学生の皆さん『生協の白石さん』
- 横山秀夫『半落ち』
- 真山仁『ハゲタカ』
- 佐藤多佳子『一瞬の風になれ』
- 福岡伸一『生物と無生物のあいだ』
- 東野圭吾『新参者』
- 百田尚樹『永遠の0』
- 池井戸潤『空飛ぶタイヤ』
- ウォルター・アイザックソン『スティーブ・ジョブズ』
- 南雲吉則『50歳を超えても30代に見える生き方』
- 西尾維新『恋物語・憑物語』
- 百田尚樹『海賊とよばれた男』（上・下）
- 林真理子『野心のすすめ』
- 伊集院静『大人の流儀』シリーズ
- 小保方晴子『あの日』
- ケント・ギルバート『儒教に支配された中国人と韓国人の悲劇』
- 河合雅司『未来の年表 人口減少社会でこれから起きること』
- 黒川伊保子『妻のトリセツ』
- 小林武彦『生物はなぜ死ぬのか』
- 内館牧子『すぐ死ぬんだから』
- 千葉雅也『現代思想入門』
- 凪良ゆう『汝、星のごとく』

## 撤退した事業

### レコード
1931年（昭和6年）から1951年（昭和26年）までは講談社自体が直接持っていた。1946年（昭和21年）に録音部門から独立させ、1951年（昭和26年）に本体も独立させ、録音子会社も株式会社キングレコードの傘下に移動させた。
出版社系のレコード会社としてはKADOKAWAとは競合関係にあることから、スターチャイルドとしてアニメ系レーベルを有し、声優系歌手といったアニメ関連に強くしている事でKADOKAWAとの競合性をアピールしている。アニメ作品も講談社や一迅社といった音羽グループ系のコンテンツにおける主力事業者ではあるが、KADOKAWAと比べて、他グループ系のアニメコンテンツが非常に多いのも特徴。

### 食品・医薬品

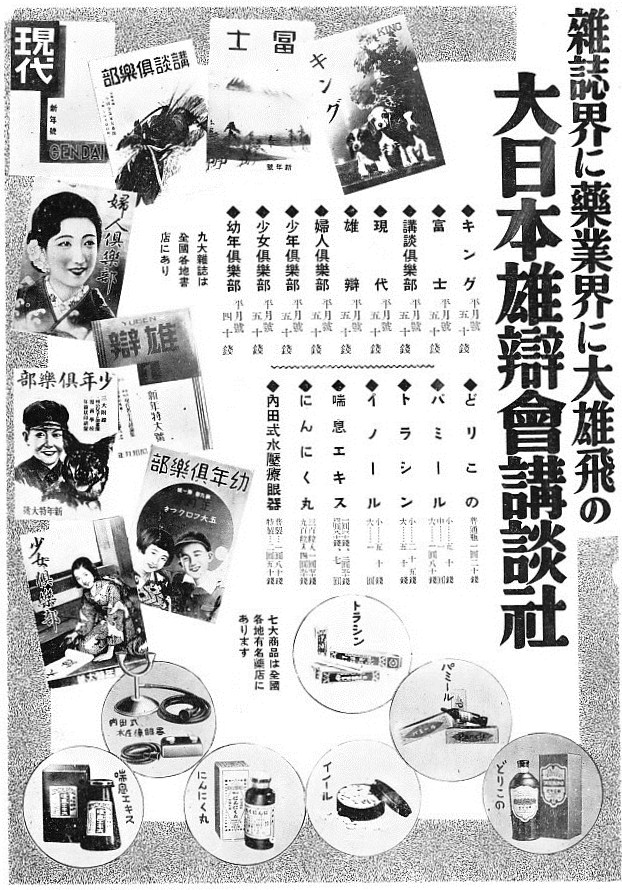
1930年代の講談社の広告。当時刊行の雑誌と並び、食品・医薬品群が列記されている

昭和初期、どりこの（清涼飲料水、現代でいう所の栄養ドリンク）を筆頭に、イノール（胃腸薬）・トラシン（感冒薬）・パミール（目薬）などの医薬品・栄養食品を代理部を通じて販売していた。

### ゲームソフトウェア
- ブルーアルマナック（英語版）（1991年6月22日、メガドライブ）（講談社総研）
- 騎士伝説 （1993年7月16日、メガドライブ）（講談社総研）
- 魔天の創滅（1993年12月29日、メガドライブ）（講談社総研）
- ウルトラマン図鑑 （1996年9月13日、セガサターン）
- 金田一少年の事件簿 悲報島 新たなる惨劇 （1996年11月29日、PlayStation）
- BOYS BE… （1997年3月28日、PlayStation）
- はじめの一歩 （1997年7月31日、PlayStation）
- B線上のアリス （1997年9月18日、PlayStation）
- ウルトラマン図鑑2 （1997年12月18日、セガサターン）
- 頭文字D外伝 （1998年3月6日、ゲームボーイ）
- 金田一少年の事件簿2 地獄遊園殺人事件 （1998年3月26日、PlayStation）
- 修羅の門 （1998年4月2日、PlayStation）
- ウルトラマン図鑑3 （1998年6月18日、セガサターン）
- 公道最速伝説 頭文字D （1998年6月18日、セガサターン）
- 水木しげるの妖怪図鑑 総集編 （1998年6月25日、セガサターン）
- つんつん組 すうじでぷにぷに （1998年9月23日、PlayStation）
- だんじょん商店会 〜伝説の剣はじめました〜 （1998年10月29日、PlayStation）
- つんつん組2 もじもじぱっくん （1998年11月19日、PlayStation）
- 頭文字D （1999年1月7日、PlayStation）
- つんつん組3 カンジベーダー （1999年1月28日、PlayStation）
- サイコメトラーEIJI （1999年2月18日、PlayStation）
- ぴくぴく仙太郎パズルでごはん （1999年2月18日、PlayStation）
- 胸騒ぎの予感 八神ひろきのGame-Taste （1999年5月20日、PlayStation）
- 金田一少年の事件簿3 〜青龍伝説殺人事件〜 （1999年8月5日、PlayStation）
- BOYS BE…2nd Season （1999年9月22日、PlayStation）
- 鬼眼城 （1999年12月22日、PlayStation）
- 賭博黙示録カイジ （2000年5月25日、PlayStation）
- 沈黙の艦隊 （2000年9月28日、PlayStation）
- ナニワ金融道〜青木雄二の世間胸算用〜 （2001年7月19日、PlayStation）
- 魔法先生ネギま!FUN DISC麻帆良祭 （2006年3月24日、Microsoft Windows）

## 著名な社員・出身者
「Category:講談社の人物」を参照

## テレビ番組
- 日経スペシャル カンブリア宮殿 「ニッポン少年マンガ 過去の50年 未来の50年」（2009年3月23日、テレビ東京）[30]

## 放送業界との関係
講談社が発行する『週刊現代』や『フライデー』によってNHKや各民放局、その他マスコミ（マスメディア）などをバッシングするケースがよくあるが、同社が発行する雑誌・刊行物に掲載される小説や漫画などの作品自体との関係に関して言えば関係は悪くない。結局のところ、講談社は規模が大きく、部門間（小説や漫画作品のコンテンツ発掘・著作権管理部門や、『週刊現代』『フライデー』の報道部門など）の横のつながりが希薄などが原因で論調が統一されにくいのが理由だと考えられる。
なお、講談社は各放送局と手を組んでの人気作品の映像化にかなり積極的でもある（ライバルの小学館、集英社も同様）。

### NHK
主な刊行物
教育テレビの乳幼児向け番組（雑誌）
* 『おかあさんといっしょ』（『NHKのおかあさんといっしょ』）
* 『いないいないばあっ!』（『はじめてのテレビえほん いないいないばあっ!』）
総合テレビの情報教養番組
* 『探検ロマン世界遺産』のDVD制作・販売
* 『ちょっとキザですが』（磯村尚徳）
その他（当時のNHKのアナウンサー・キャスターによるエッセイ本など。番組収録中の写真などを含む）
* 『気くばりのすすめ』（鈴木健二）
* 『スタジオ102のドラマ』（高梨英一）
* 『NHKを10倍楽しむ法』（宮崎緑）

### 日本テレビ
箱根駅伝中継のガイドブックが発行されている。

### TBSテレビ
講談社は、TBSテレビの親会社であるTBSホールディングスの2.28％の株式を保有する大株主である（2024年9月30日現在）。
2000年から、講談社が発行する『週刊少年マガジン』『週刊ヤングマガジン』の両編集部と共同で『ミスマガジン』を2012年度まで開催していた。なお、2013年度以降の講談社主催のオーディションは『ミスiD』となる。
2005年には、講談社系列のレコード会社キングレコードにも出資し、2019年6月24日まで業務提携をしていた。
2006年4月から、講談社とTBSは「ドラマ原作大賞」を共同で創設し、新たなドラマと作家の発掘を行っていた。
2019年3月、TBS系列準キー局の毎日放送やDMM picturesと提携し、同局の『アニメイズム』にて2年間、講談社原作のアニメを放送していくことを発表した。

### テレビ朝日
講談社は朝日新聞社、東映、九州朝日放送などに次いで、テレビ朝日ホールディングスの1.28%の株式を保有する株主である（2022年9月30日現在）。なお、前社長の野間佐和子は1988年6月から2010年6月までテレビ朝日の社外監査役を務めていた。

### フジテレビ
文学作品賞の江戸川乱歩賞について、両社は共に後援企業として名を連ねている。
ライブドアとフジテレビとのニッポン放送株買収合戦に当たっては、講談社はフジテレビを支持し、株式公開買い付け（TOB）でニッポン放送株をフジテレビに売却した。
講談社が発行する各種雑誌（『週刊少年マガジン』や『モーニング』など）で連載されているコミックが、フジテレビでテレビドラマ化されるケースが多い。

### 文化放送
関連会社の光文社と共に出資している。また同社3代目社長の友田信は講談社の出身であった。

### テレビ東京
講談社の漫画作品がテレビアニメ化される際に、系列会社のキングレコード（スターチャイルド）がサントラなどで制作に関わることが多い。

## 疑義が持たれた報道・不祥事など

### 記事掲載によって問題化した事件
- 写真週刊誌『フライデー』襲撃事件（ビートたけしによる『フライデー』編集部襲撃）
- 講談社フライデー事件（幸福の科学との対立・争議）
- NHKスペシャル『奇跡の詩人』タイアップ本問題
- VoCE紙面上による執事喫茶Swallowtail盗撮、KAT-TUNコンサート盗撮事件（2006年）
- 奈良医師宅放火殺人事件に関する捜査情報源らしき情報を元にした書籍の刊行の事件（2007年）
- 『週刊少年マガジン』の増刊号『週刊少年マガジン増刊 マガジンドラゴン1月11日増刊号』に掲載された、豪村中の漫画『メガバカ』に、『DEATH NOTE』などからの盗作が多数見付かり、講談社が謝罪していたことが判明した[35]。
- 韓国出身のカリスマダイエット主婦、チョン・ダヨンの著書・「モムチャンダイエット」について、著者のチョン・ダヨンが、契約無しで日本語訳を無断出版されたとして、発行元の同社を相手取り、東京地方裁判所に訴訟を起こす[36]。
- 週刊ヤングマガジン2013年1月12日発売号に、当時AKB48のメンバーの河西智美が上半身裸の姿で少年に胸を隠させるショットがあり、講談社は当該号について問題のシーンをカットした上で発売を同月21日に延期することになった[37]。
- このほか、週刊現代による（疑義が持たれた）報道も数多くある。

### 盗用問題
- 2016年に高橋洋一が出版した『中国GDPの大嘘』（講談社）について、金森俊樹が自身の連載記事における記述と著しく類似している部分があると指摘した[38]。これに対して講談社は、第一事業局企画部担当部長名で、講談社の不手際で出典の明示を怠ったとして謝罪した[39]。

### 記事掲載を伴わない事件・不祥事など
- 講談社社員による大学生の身分であると詐称したアンケート調査事件（2007年11月）
  - 講談社社員が「慶應義塾大学総合政策学部の学生」と身分を詐称して、インターネットのブログ運営者らに対し、漫画やサイト運営についてのアンケート調査を実施していたことが判明した[40][41]。
- 2002年5月に『週刊少年マガジン』の副編集長ら編集部員数人が大麻所持で逮捕される事件が起きている[42]。

## 社歌
- 「講談社社歌」（4代目）
  - 作詞：講談社社員
  - 補作：西條八十
  - 作曲：江口夜詩

1949年（昭和24年）2月に社内で歌詞を募集して、応募総数51編のうち5編が入選したが、これを西條八十が補正した。歌詞の完成後、江口夜詩に作曲を依頼して2曲作られ、そのうちの1曲を選んで同年12月17日の本社記念日式典で発表・初演奏が行われた。
キングレコードが江口浩司の編曲、ボニージャックスと坂本プリティーズの歌唱によりシングル盤（規格品番：NCS-700）を製造している。B面はインストゥルメンタルの「行進曲 我等が講談社」。創業60周年記念に際して社歌を吹き込んだレコードが全社員に配呈されている。
大和和紀『はいからさんが通る』では、主人公の紅緒がこの社歌を口ずさむ場面がある。

### 過去の社歌
- 「大日本雄弁会講談社社歌」（初代）
  - 作詞：茂木茂、宮下丑太郎[47]
  - 作曲：栗林宇一（原曲）

1924年（大正13年）の『少女倶楽部』新年号に掲載。作詞は社員の合作で、1920年（大正9年）、赤羽別荘の三五会で余興として旧制第一高校の寮歌「アムール川の流血や」の曲で歌われ、いつしか社歌として定着したものだった。歌詞は「都の空にかくれなき」で始まり、6番まで存在する。1944年（昭和19年）刊の『野間清治伝』で歌詞全文が紹介されている。
- 「講談社社歌」（2代目）
  - 作詞：時雨音羽

1925年（大正14年）制定。歌詞は「上野の杜の朝風に…」で始まり、5番まで存在する。大正末期から昭和初期にかけて団子坂の社屋で歌われていた。歌詞全文は『野間清治伝』で紹介されている。
- 「講談社社歌」（3代目）
  - 作詞：西條八十
  - 作曲：中山晋平[54][52]

1931年（昭和6年）制定。歌詞は「神統二千六百年…」で始まり、4番まで存在する。大時代的な歌詞のため、第二次世界大戦後に現社歌へ代替わりした。歌詞全文は『野間清治伝』『講談社の歩んだ五十年（昭和編）』で紹介されている。

## 音羽グループ（系列企業）
- 株式会社光文社 [2] - 1945年創業。講談社子会社の日本報道社を定款変更する形で設立。
  - 光文社クリエイティブ株式会社 - 写真スタジオ管理運営業務、出版物販売促進業務、情報および資産管理業務、出版物校閲業務。
- キングレコード株式会社[2] - 1931年創業。1951年に講談社のレコード部門から分離独立。
  - 株式会社セブンシーズミュージック - 音楽出版社。
  - ベルウッド・レコード株式会社
  - 株式会社キングインターナショナル - 海外CDの輸入販売。
  - 株式会社キング関口台スタジオ - 音楽・映像のレンタルスタジオの運営管理。
  - 株式会社Dazed - キングレコード内レーベル「EVIL LINE RECORDS」発のIPの開発・運営、ライセンス窓口業務、ファンクラブの運営
- 株式会社日刊現代[2] - 1975年創業。『週刊現代』編集長の川鍋孝文と、後に講談社5代目社長となる野間惟道が設立。
  - 株式会社日刊現代大阪
  - 株式会社ノンコム
- 株式会社講談社エディトリアル - 生活実用書および一般書籍の編集、委託出版（自費出版、カスタム出版）。発売元は講談社本体。
- 株式会社講談社サイエンティフィク - 自然科学書の企画・編集。
- 株式会社講談社ビーシー - 自動車関連の雑誌、書籍などの発行、編集。発売元は講談社本体。2009年6月1日に三推社より社名変更。
- 株式会社星海社[2] - 2010年創業。漫画・ライトノベルの他、『星海社新書』などを発行。『講談社BOX』初代部長の太田克史が講談社100%出資で設立。発売元は講談社本体。
- 株式会社短歌研究社 - 『短歌研究』の出版。講談社およびその他出版社の人文系の書籍・雑誌などの企画提案・編集受託。
- 株式会社一迅社[2] - 1992年創業。漫画・ライトノベル中心の出版社。2016年11月に講談社が完全子会社化[58]。発売は講談社と共同で、現在の経営陣も講談社の漫画部署OBで構成されている。
- 株式会社講談社VRラボ - VRコンテンツ・映像・ゲーム・音声・音楽などのデジタルコンテンツの企画・制作・製造・卸・貸与・販売・版権事業および輸出入。ポリゴン・ピクチュアズとの合弁会社。
- KODANSHAtech合同会社 - ウェブメディア、デジタルコンテンツの開発会社。
- 株式会社コンテンツデータマーケティング - コンテンツマーケティング事業、メディアマネタイズ事業、コンテンツデータソリューション事業。TOPPAN株式会社と株式会社CARTA COMMUNICATIONSとの合弁会社。
- 株式会社KPSホールディングス
  - 株式会社KPSフルフィルメント - 出版流通業務、古紙化業務、その他物品の保管・発送業務
  - 株式会社KPSプロダクツ - コンテンツデータ制作（コミックス・書籍・雑誌）、印刷・製本、コンテンツ制作支援（校閲・装丁デザイン・翻訳・動画・オーディオブック）、用紙調達、アプリやwebサイトの運営業務・SNS配信サポート、データアーカイブ業務
    - 株式会社KPSPコミックプロダクション - DTP制作事業

  - 株式会社KPSソリューションズ - 出版関連業務受託、業務改善提案・BPR、バックオフィス業務、各チャネル対応の販売業務、高スキル人材での業務支援
  - 株式会社KPSシステムズ - システム開発・保守・運用業務、個人情報管理業務
- 株式会社第一通信社 - 1954年創業。講談社100%出資の総合広告代理店。
  - 株式会社講談社IP - メディアビジネス事業、ライツビジネス事業、メディア運営支援、広告宣伝・プロモーション事業。
- 音羽建物株式会社 - ビル・不動産の管理運営、造園事業。
- 株式会社講談社ヒューマンネットワーク - 人材派遣会社。
- 株式会社講談社ビジコ - 音羽グループ各社の経理業務。
- 株式会社ワニブックス[21] - 書籍、雑誌、写真集の出版
  - 株式会社ワニ・プラス - 新書・書籍の発行
- BROGENT JAPAN ENTERTAINMENT株式会社 - 講談社と台湾のライド型VRアトラクション機器の開発・製造会社「Brogent Technologies Inc.」と、電通との合弁会社。
- 講談社（北京）文化有限公司
- 台湾講談社媒体有限公司
- 北京颶風社文化有限公司
- KODANSHA USA, INC. - アメリカ事業の統括会社。
  - KODANSHA USA PUBLISHING, LLC.
- KODANSHA EUROPE LTD.

### 関連法人
- 一般財団法人野間文化財団
- 公益財団法人国際文化フォーラム
- 公益財団法人野間教育研究所
- 公益財団法人吉川英治国民文化振興会

### 過去
- 講談社北海道支社（後の札幌講談社） - 1945年5月、戦局の悪化に伴い、製紙産業が盛んな苫小牧・釧路に近い、札幌市の冨貴堂書店に疎開する形で支店を設置。東京では困難となっていた印紙・葉書、切手類の印刷も請け負った。戦後は東京本社が戦犯企業となったことで印刷用紙の割当問題などが生じたため、満洲から帰国した阪本牙城『タンク・タンクロー』の続編を刊行するなど、1950年頃まで独自の出版活動を行った。
- みどり社 - 光文社と同じく、戦後の印刷用紙の割当問題に対処するため、講談社内に設けられた子会社。光文社とは異なり、1950年代頃に消滅。
- マイヘルス社 - 1974年、講談社を退社した牧野武朗との共同出資で設立。中高年向けの健康雑誌を扱う。後にマキノ出版、わかさ出版を創立し、独自の企業グループとして独立。
- スコラ - 1981年に講談社の子会社として設立。1988年7月に講談社から独立し自社の出版者記号を移行。2001年3月に特別清算される形で消滅。
- アスク - 1981年に講談社とアスクの折半出資で「アスク講談社」として設立。1998年に資本関係は解消しアスクに商号変更。2017年10月にアスク出版に吸収合併され解散。
- 講談社インターナショナル - 1963年設立。洋書・語学書・一般書を扱い、日本語作品の英語への翻訳出版も行っていた。 2011年4月末で解散[59]。
- ランダムハウス講談社 - 2003年にランダムハウスとの提携で設立。2010年の提携解消により武田ランダムハウスジャパンに改称。2012年12月に倒産[60]。
- 2&4モータリング社 - 自動車関連の映像メディアの制作事業。
- 株式会社講談社フェーマススクールズ - 美術系の通信教育を扱っていた。2020年10月清算結了[61]。
- ヴァーティカル - 2011年大日本印刷と共同で買収[62]。
- Kodansha Advanced Media LLC. - デジタルガレージとの合弁会社。
- 株式会社講談社エフエス
- 株式会社講談社コミッククリエイト[63] - 『復活ボンボンシリーズ』、特撮書籍などを企画・編集。 2021年8月末で解散。
- 豊国印刷株式会社 - 1946年創業。書籍・コミック単行本の本文印刷、デジタル製版、デジタルコンテンツ管理。 2022年4月、KPSホールディングスに吸収合併され解散。
- 第一紙業株式会社 - 1952年創業。出版・印刷用紙などの紙材関連の専門商社。 2022年4月、KPSホールディングスに吸収合併され解散。
- 株式会社講談社ビジネスパートナーズ - 個人情報取扱事業・不動産事業。 2011年7月に自費出版を扱う「講談社出版サービスセンター」と本の物流・保険代理業を扱う「講談社ロジコム」が合併して設立。2023年2月、KPSホールディングスに吸収合併され解散。
- 株式会社講談社パル - 講談社こども教室（幼児教室）の運営。学研エデュケーショナルに事業譲渡し解散[64]。

## その他の出資会社
- 株式会社PubteX（丸紅34.8%、丸紅フォレストリンクス16.3%、講談社16.3% 、集英社16.3%、小学館16.3%による共同出資会社）
- 文化放送（講談社が9.0%の株を保有する主要株主）
- 日販グループホールディングス（講談社が2023年3月末現在で6.34%の株を保有する筆頭株主）
- トーハン（講談社が2023年3月末現在で5.27%の株を保有する主要株主）
- 楽天ブックスネットワーク（講談社が9.50%の株を保有する主要株主）
- メディアドゥ（講談社が2023年8月末現在で3.60%の株を保有する主要株主）
- 日本出版貿易（講談社が2023年9月末現在7.94%の株を保有する主要株主）
- 丸善CHIホールディングス（講談社が2023年1月末現在4.35%の株を保有する主要株主）
- ブックオフグループホールディングス（講談社が2022年11月末現在4.21%の株を保有する主要株主）
- コミック・コミュニケーション株式会社（講談社、小学館、創業者、東宝の共同出資会社）
- コンテンツワークス株式会社（講談社30%、小学館30%、富士フイルムビジネスイノベーション30%、日本マイクロソフト10%の共同出資会社）
- ジャパン マンガ アライアンス（アニメイト、KADOKAWA、講談社、集英社、小学館の5社による合弁会社）
- 株式会社日本電子図書館サービス（講談社25%、KADOKAWA25%、紀伊國屋書店25%、大日本印刷＆図書館流通センター25%による共同出資会社）
- 武蔵カントリー倶楽部（講談社が2023年12月末現在で1.22%の株を保有する筆頭株主、講談社社長の野間省伸が2021年3月から同社の代表取締役社長を兼任）
- アニメタイムズ社（エイベックス・ピクチャーズの子会社、講談社が出資）
- 株式会社Catalyst・Data・Partners（カルチュア・コンビニエンス・クラブの子会社、、講談社が出資）

### 過去
- 報知新聞社 - 1930年に買収し傘下に収めるも、野間清治の死去後、1938年に売却。読売新聞傘下となるのは1942年。
- アイペック - 講談社、パイオニアなどが出資していたが店頭公開後、粉飾決算が発覚し1992年に倒産。
- アスミック・エース - アスク（As）・住友商事（smi）・講談社（k）が共同で「アスミック」として設立し、角川書店、住友商事の子会社を経て現在はJCOMの子会社。
- LINE Book Distribution（LINE52%、メディアドゥ24%、講談社、小学館の4社の合弁事業会社。2021年12月16日解散）

## 業務提携
- Cygames - コミックスレーベル『サイコミ』の販売業務を2017年から講談社が受託[65] していたが、2019年から小学館へ移行し、2020年4月以降はすべて絶版となっている。

## 加盟団体
- デジタル出版者連盟
- 読書推進運動協議会
- 日本雑誌協会
- 日本書籍出版協会
- 日本出版インフラセンター
- 日本エッセイスト・クラブ
- 出版文化国際交流会（2019年3月末解散）
- 全国出版協会
- 日本出版クラブ
- 国際児童図書評議会
- コミック出版社の会
- デジタル出版者連盟（旧・日本電子書籍出版社協会、2021年にデジタルコミック協議会を吸収）
- 日本オーディオブック協議会
- 日本アドバタイザーズ協会
- 日本雑誌広告協会
- 日本ABC協会
- 日本インタラクティブ広告協会